# Merian C. Cooper
Merian Caldwell Cooper (født 24. oktober 1893, død 21. april 1973) var en amerikansk flypilot, officer, eventyrer, filminstruktør, manuskriptforfatter og filmproducer, bedst kendt for King Kong. Han var også producent for mange film.
Han var pilot for det polske militær i 1. verdenskrig og i den polsk-sovjetiske krig, hvor han vandt "Virtuti Militari", Polens højeste militærorden. I 2. verdenskrig melde han sig igen, gjorde tjeneste i Østasien, og endte krigen som brigadegeneral.